# Барановский, Павел Александрович
Павел Александрович Барановский (родился 16 февраля 1974) — российский регбист и регбийный тренер, главный тренер женской сборной по регби-7, известен по работе с мужской и женской сборными России по регби-7; под его руководством женская сборная России выиграла трижды чемпионат Европы. Мастер спорта России международного класса. Тренер-преподаватель училища олимпийского резерва №1. Заслуженный тренер России (2014).

## Биография
Рос в Монино, где большая часть молодёжи выбирала регби в качестве основного вида спорта для занятия. Известен по выступлениям за любительский клуб «Московские Драконы», в 2000 году в составе сборной России по регби-7 играл на турнире в Гонконге. Также участвовал в отборочном турнире к чемпионату мира 2001 года в Испании, где россияне заняли 2-е место и впервые в истории пробились на чемпионат мира. В 1999 году окончил Московскую государственную академию физической культуры, получив диплом преподавателя по специальности «Физическая культура и спорт».
Известность в России Барановский приобрёл именно как тренер, который фактически в одиночку занимался развитием регби-7 в России. Работал с молодёжными сборными и командами по регби и американскому футболу. В 2009 году под его руководством сборная России по регби-7 прошла успешно два квалификационных этапа на чемпионат Европы по регби в Германии и затем одержала победу в финале над Францией, отыгравшись со счёта 0:19.
С июня 2008 по март 2009 годов Барановский руководил женской сборной России по регби-7, которую готовил к чемпионату мира 2009 года в ОАЭ, однако вскоре покинул пост (команда разделила 11-е и 12-е места с Италией). Барановский утверждал, что не видит себя в будущем на месте главного тренера женской сборной. Более того, сама поездка на Кубок мира находилась на грани срыва, поскольку тренер клуба «Славянка» Вячеслав Иванов в ультимативной форме запрещал своим спортсменкам выезжать в расположение сборной, угрожая разорвать с ними контракт.
Однако с 2013 по 2016 годы именно Барановский руководил женской сборной России по регби-7, выведя её в лидеры европейского регби-7. Под его руководством сборная России выиграла три чемпионата Европы 2013, 2014 и 2016 годов (в 2015 году были серебряные медали) и Универсиаду-2013, а также дошла до четвертьфинала чемпионата мира 2013 года в Москве и стала одной из основных сборных Мировой серии. К 2015 году сборная России одержала минимум по одной победе над такими ведущими сборными ядра Мировой серии, как Англия, Австралия, Новая Зеландия и Франция.
Однако сборная России не смогла пробиться под руководством Барановского на Олимпийские игры в Рио-де-Жанейро, не сумев выиграть чемпионат Европы 2015 года и потерпев поражение в финале квалификационного турнира от Испании, и осенью 2016 года Барановский объявил об уходе, признав, что не выполнил свою главную задачу. При этом он заявил готовность продолжать работу в тренерском штабе уже на другой должности. С 2018 года — член Национального совета тренеров при Федерации регби России.
С августа 2021 — главный тренер женской сборной России по регби-15. Член национального Совета тренеров при Федерации регби России.
Алёной Тирон характеризовался как крайне эмоциональный специалист, который иногда «взрывался» и очень эмоционально объяснял некоторые вещи.

## Звания
- Мастер спорта России международного класса[3]
- Заслуженный тренер России (15 декабря 2014)[20]